# 名望家政党
名望家政党（めいぼうかせいとう、ドイツ語: Honoratioren Partei）とは、財産や教養を持つ名士、名望家の個人的つながりによって形成される政党。幹部政党ともいう。
参政権が制限されている市民社会などでは、政策より社会的名望によって議員が選出されることが多く、彼らが議会内で形成する政党は名望家政党と呼ばれる。名望家政党は近代政党のように内部機構が整備されておらず、厳格な党規律はなく、指導者を中心にした緩い結びつきが特徴である。そのため政界における利権を通じて離合集散しやすく、政党活動はもっぱら個人責任の原則によっている。
これに対して大衆から選挙された議員と多数の党員を持ち、国民の支持の拡大を目指して日常活動を行うため組織化された政党を大衆政党と呼ぶ。一般には選挙権の拡大によって徐々に名望家政党から大衆政党に変化していく。
イギリスでは制限選挙の時代には議会の下院議員は地方の名望家のクラブを基盤に選出された。党とはすなわち議員の集団であり、M.ウェーバーはこのような状態の政党を指して名望家政党と呼んだ。イギリスの政党が名望家政党から大衆政党へと変化していくきっかけとなったのは、1867年の第二次選挙法改正といわれる。